# Mysidella biscayensis
Mysidella biscayensis är en kräftdjursart som beskrevs av Lagardère och Nouvel 1980. Mysidella biscayensis ingår i släktet Mysidella och familjen Mysidae. Inga underarter finns listade i Catalogue of Life.